# Județul Vaslui (interbelic)
Județul Vaslui a fost o unitate administrativă de ordinul întâi din Regatul României, aflată în regiunea istorică Moldova. Reședința județului era orașul Vaslui.

## Întindere

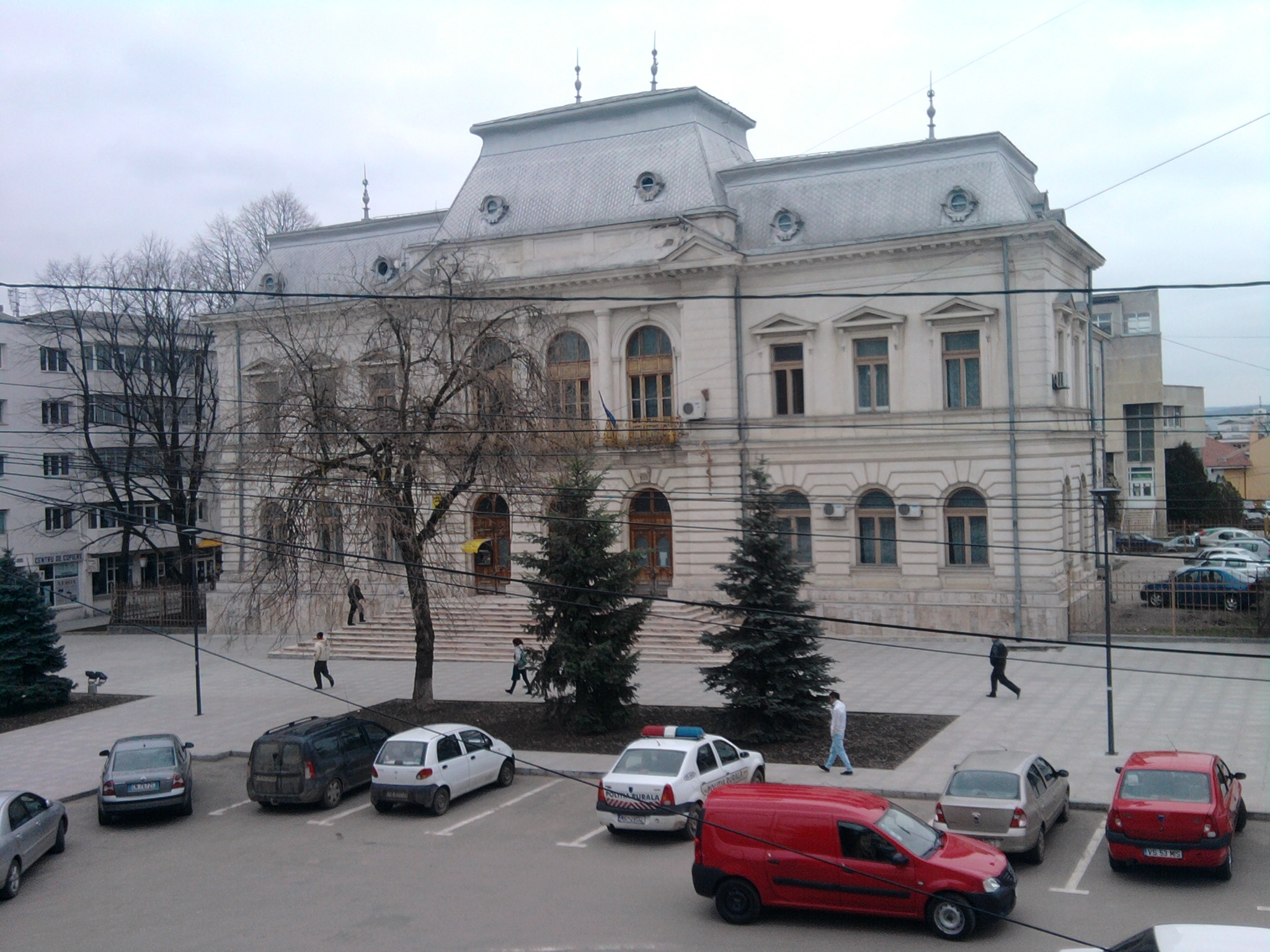
Clădirea Tribunalului județului Vaslui din perioada interbelică. Clădirea-monument istoric, cunoscută ca Palatul de Justiție din Vaslui, a fost construită între anii 1891-1897 și este situată pe Str. Ing. Romeo Badea nr. 13. În perioada 1950-1974 aici a funcționat Primăria Vaslui.

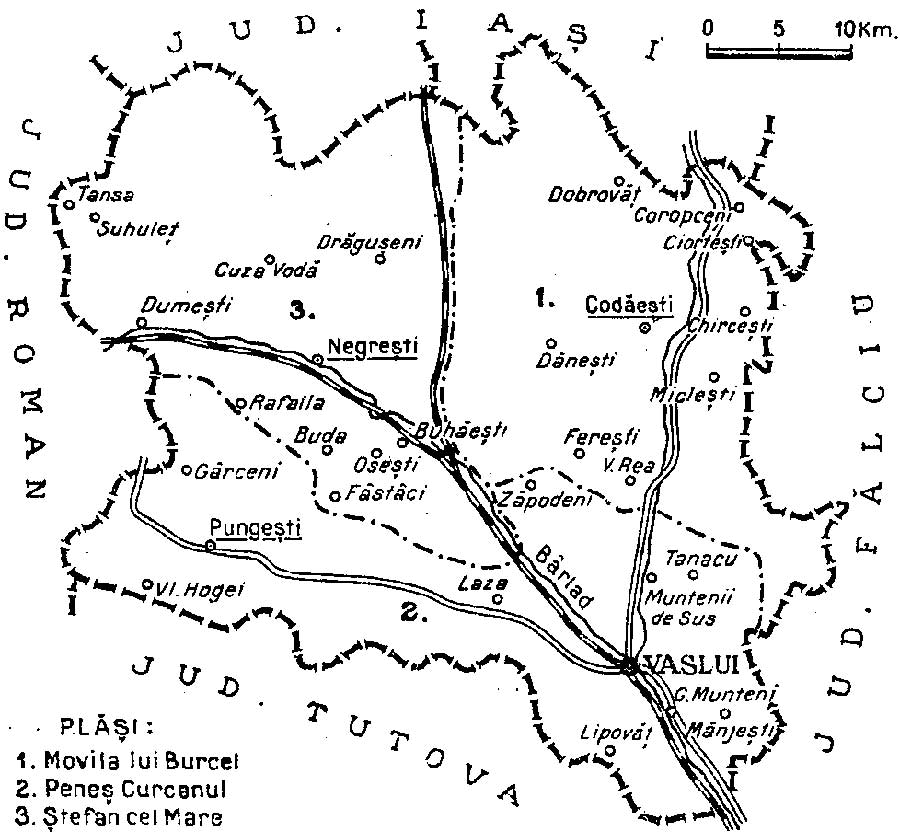
Harta județului, cu dispunerea și denumirea plășilor, în anul 1938.

Județul se afla în partea central-estică a României Mari, în centrul regiunii Moldova. În prezent, cea mai mare parte a teritoriului lui este inclus în actualul județ Vaslui, părți mai mici fiind incluse în județele Iași și Bacău. Se învecina la nord cu județul Iași, la vest cu județul Roman, la est cu județul Fălciu, iar la sud cu județul Tutova.

## Organizare
Teritoriul județului era împărțit inițial în trei plăși:
1. Plasa Crasna,
2. Plasa Racova și
3. Plasa Stemnic.

Ulterior, teritoriul județului a fost reorganizat, fiind împărțit în alte trei plăși:
1. Plasa Movila lui Burcel (cu reședința la Codăești),
2. Plasa Peneș Curcanul (cu reședința la Pungești) și
3. Plasa Ștefan cel Mare (cu reședința la Negrești).

## Populație
Conform datelor recensământului din 1930 populația județului era de 139.503 locuitori, dintre care: 93,4% români, 3,6% evrei, 2,3% țigani ș.a. Din punct de vedere confesional populația era alcătuită din 95,7% ortodocși, 3,6% mozaici, 0,2% romano-catolici ș.a.

### Mediul urban
În anul 1930 populația urbană a județului era de 15.310 locuitori, dintre care 72,5% români, 21,4% evrei, 3,0% țigani ș.a. Sub aspect confesional orășenimea era formată din 76,4% ortodocși, 21,4% mozaici, 1,1% romano-catolici ș.a.